# Parafia św. Kazimierza Królewicza w Kruszynie
Parafia św. Kazimierza Królewicza w Kruszynie – rzymskokatolicka parafia w dekanacie Białe Błota diecezji bydgoskiej. Została utworzona 29 czerwca 2000 r.
Na obszarze parafii leżą miejscowości z gminy Sicienko: Janin, Kamieniec, Kruszyn, Kruszyniec, Pawłówek (do obwodnicy bydgoskiej), Strzelewo, Zielonczyn.